# 조민화
조민화(趙珉和, 1979년 10월 25일~)는 대한민국의 남자 배우이다.